# Zbigniew Biernat
Zbigniew Stanisław Biernat (ur. 13 listopada 1963 w Zatorze) – polski polityk i samorządowiec, w latach 1998–2015 burmistrz Zatora, poseł na Sejm VIII kadencji, w 2020 pełniący funkcję wójta Czernichowa.

## Życiorys
Ukończył Technikum Mechaniczne w Gorzeniu Dolnym oraz w 1988 studia na Wydziale Elektrotechniki, Automatyki, Informatyki i Elektroniki Akademii Górniczo-Hutniczej w Krakowie. Odbył studia podyplomowe z zakresu zarządzania administracją publiczną na Akademii Ekonomicznej w Krakowie (ukończone w 2002). Pracował m.in. w Kopalni Węgla Kamiennego „Piast”.
W 1998 rada miejska powołała go na urząd burmistrza Zatora. Z powodzeniem ubiegał się o reelekcję w wyborach bezpośrednich w 2002, 2006, 2010 i 2014. Wstąpił w międzyczasie do Prawa i Sprawiedliwości. W wyborach parlamentarnych w 2015 kandydował do Sejmu w okręgu podkrakowskim. Uzyskał mandat posła VIII kadencji, otrzymując 3644 głosy. W wyborach w 2019 nie został ponownie wybrany. Objął następnie stanowisko zastępcy dyrektora ds. utrzymania w Zarządzie Dróg Wojewódzkich w Krakowie. W czerwcu 2020 prezes Rady Ministrów powołał go na pełniącego funkcję wójta gminy Czernichów (obowiązki wykonywał do czasu objęcia urzędu przez nowego wójta w tym samym roku).
W 2024 uzyskał mandat radnego powiatu oświęcimskiego. Po tych wyborach został powołany na zastępcę wójta gminy Zabierzów, jednak nie podjął się wykonywania tej funkcji i został z niej odwołany w lipcu 2024. W tym samym miesiącu radni powiatu większością głosów wygasili jego mandat, uznając, że na skutek samego powołania doszło do niezgodnego z ustawą łączenia funkcji.

## Odznaczenia
Odznaczony Srebrnym (2008) i Złotym (2023) Krzyżem Zasługi.